# Prêmio Erdős
O Prêmio de Matemática Anna e Lajos Erdős é um prêmio concedido pela União Matemática Israelense para um matemático israelense (em qualquer campo da matemática ou ciência da computação), "preferencialmente a candidatos a partir de quarenta anos de idade". O prêmio foi estabelecido por Paul Erdős em 1977, em memória de seus pais, concedido anual ou bianualmente. Seu nome foi mudado para "Prêmio Erdős" em 1996, após a morte de Paul Erdős, de acordo com seu desejo original.

## Laureados
- 1977 Saharon Shelah
- 1979 Ilya Rips
- 1981 Ofer Gabber
- 1983 Adi Shamir
- 1985 Shmuel Kiro
- 1987 Yosef Yomdin
- 1989 Noga Alon
- 1990 Alexander Lubotzky
- 1992 Gil Kalai
- 1994 Ehud Hrushovski
- 1996 Oded Schramm
- 1998 Leonid Polterovich
- 2000 Shahar Mozes
- 2001 Zeev Rudnick
- 2002 Ran Raz
- 2003 Zlil Sela
- 2004 Semyon Alesker
- 2006 Paul Biran
- 2007 Yehuda Shalom
- 2008 Gady Kozma
- 2009 Elon Lindenstrauss
- 2010 Boáz Klartag
- 2011 Tamar Ziegler
- 2012 Irit Dinur
- 2013 Omri Sarig[1]
- 2014 Eran Nevo
- 2015 Michael Hochman
- 2015 Shiri Artstein
- 2016 Emanuel Milman
- 2017 Nir Lev
- 2018 Ronen Eldan
- 2019 Lev Buhovski